# Juan Carlos Blengio
Juan Carlos Blengio (San Fernando, 26 giugno 1980) è un allenatore di calcio ed ex calciatore argentino, di ruolo difensore.

## Caratteristiche tecniche
È stato un difensore centrale che poteva giocare anche a sinistra.